# Brian Bason
Brian Bason (Epsom, 3 settembre 1955) è un ex calciatore inglese, di ruolo centrocampista.

## Carriera
Esordisce tra i professionisti nella stagione 1972-1973, all'età di 17 anni, giocando 4 partite nella prima divisione inglese con il Chelsea. Nei campionati 1973-1974 e 1974-1975 non gioca invece nessuna partita; ques'ultimo si conclude peraltro con la retrocessione del club in seconda divisione. Basin gioca poi in questa categoria per le successive due stagioni, nelle quali non trova però mai continuità: gioca infatti solamente 15 partite di campionato, nelle quali realizza una rete.
Dopo una parentesi da 19 presenze e 3 reti nella NASL con i Vancouver Whitecaps, tra il 1977 ed il 1981 gioca nel Plymouth, con cui realizza 10 reti in 130 partite in terza divisione. Nella seconda parte della stagione 1980-1981 va invece al Crystal Palace, dove gioca 9 partite in prima divisione, a cui aggiunge 16 presenze in seconda divisione nella stagione successiva, nella quale trascorre peraltro la seconda parte dell'annata in prestito al Portsmouth, con cui gioca 9 partite in terza divisione. Si ritira al termine della stagione 1982-1983 all'età di 28 anni, dopo un campionato di terza divisione con il Reading, con cui gioca 41 partite e retrocede in quarta divisione.